# Rhydian Cowley
Rhydian Cowley (Melbourne, 4 gennaio 1991) è un marciatore australiano.

## Biografia
Nato nel 1991 a Melbourne, qui frequenta la scuola superiore, per poi iscriversi all'Università Deakin, dove consegue un Bachelor of Arts.

## Carriera
La prima competizione internazionale a cui Cowley partecipa è la Coppa del mondo di marcia 2008, gareggiando nei 10 km juniores maschili e classificandosi trentanovesimo. Successivamente, nel 2010, compete nei Mondiali juniores, dove si posiziona al decimo posto. Negli anni seguenti, partecipa alle edizioni 2010, 2012 e 2014 della Coppa del mondo di marcia, ai Mondiali 2013 di atletica leggera e nei Mondiali a squadre di marcia 2016. Dopo aver preso parte all'Universiade 2015, nel 2016 compete per la prima volta nei Giochi olimpici, a Rio de Janeiro.
Tre anni dopo, nel 2019, disputa la gara di marcia 20 km maschile ai Mondiali di atletica leggera, ma non riesce a terminare la gara.
Alle Olimpiadi del 2020, tenutesi però nel 2021 a causa della pandemia di COVID-19, si classifica ottavo nella marcia 50 km, stabilendo il suo nuovo record personale (3h52'01). Ai Giochi Olimpici del 2024 a Parigi, invece, vince la sua prima medaglia, di bronzo, nella maratona di marcia a staffetta mista classificandosi al terzo posto in coppia con Jemima Montag.

## Palmarès
| Anno | Manifestazione                 | Sede      | Evento                               | Risultato | Prestazione | Note                          |
| ---- | ------------------------------ | --------- | ------------------------------------ | --------- | ----------- | ----------------------------- |
| 2008 | Coppa del mondo                | Čeboksary | Marcia 10 km maschile juniores       | 39º       | 45'24"      |                               |
| 2010 | Coppa del mondo                | Chihuahua | Marcia 10 km maschile juniores       | 15º       | 46'57"      |                               |
| 2010 | Mondiali juniores              | Moncton   | Marcia 10 km maschile juniores       | 17º       | 44'49.42"   |                               |
| 2012 | Coppa del mondo                | Saransk   | Marcia 20 km maschile                | 90º       | 1:32'28"    |                               |
| 2013 | Campionati del mondo           | Taicang   | Marcia 20 km maschile                | 49º       | 1h33'35"    |                               |
| 2014 | Coppa del mondo                | Taicang   | Marcia 20 km maschile                | 57º       | 1:23'58"    | Miglior prestazione personale |
| 2015 | Universiade                    | Gwangju   | Marcia 20 km maschile                | 13º       | 1:28'12"    |                               |
| 2016 | Campionati del mondo a squadre | Roma      | Marcia 20 km maschile                | 39º       | 1:23'21"    |                               |
| 2019 | Mondiali                       | Doha      | Marcia 20 km maschile                |           | dnf         |                               |
| 2021 | Giochi olimpici                | Tokyo     | Marcia 50 km                         | 8º        | 3h52'01"    | Miglior prestazione personale |
| 2024 | Giochi olimpici                | Parigi    | Maratona di marcia a staffetta mista | Bronzo    | 2h51'38"    |                               |